# Imperia (courtisane)
Pour les articles homonymes, voir Imperia.
Imperia ou Imperia la Divine, née Imperia Cognati à Rome le 3 août 1486 et morte le 9 janvier 1522 à Chianciano Terme, est une courtisane italienne de la Renaissance.

## Biographie

### Jeunesse

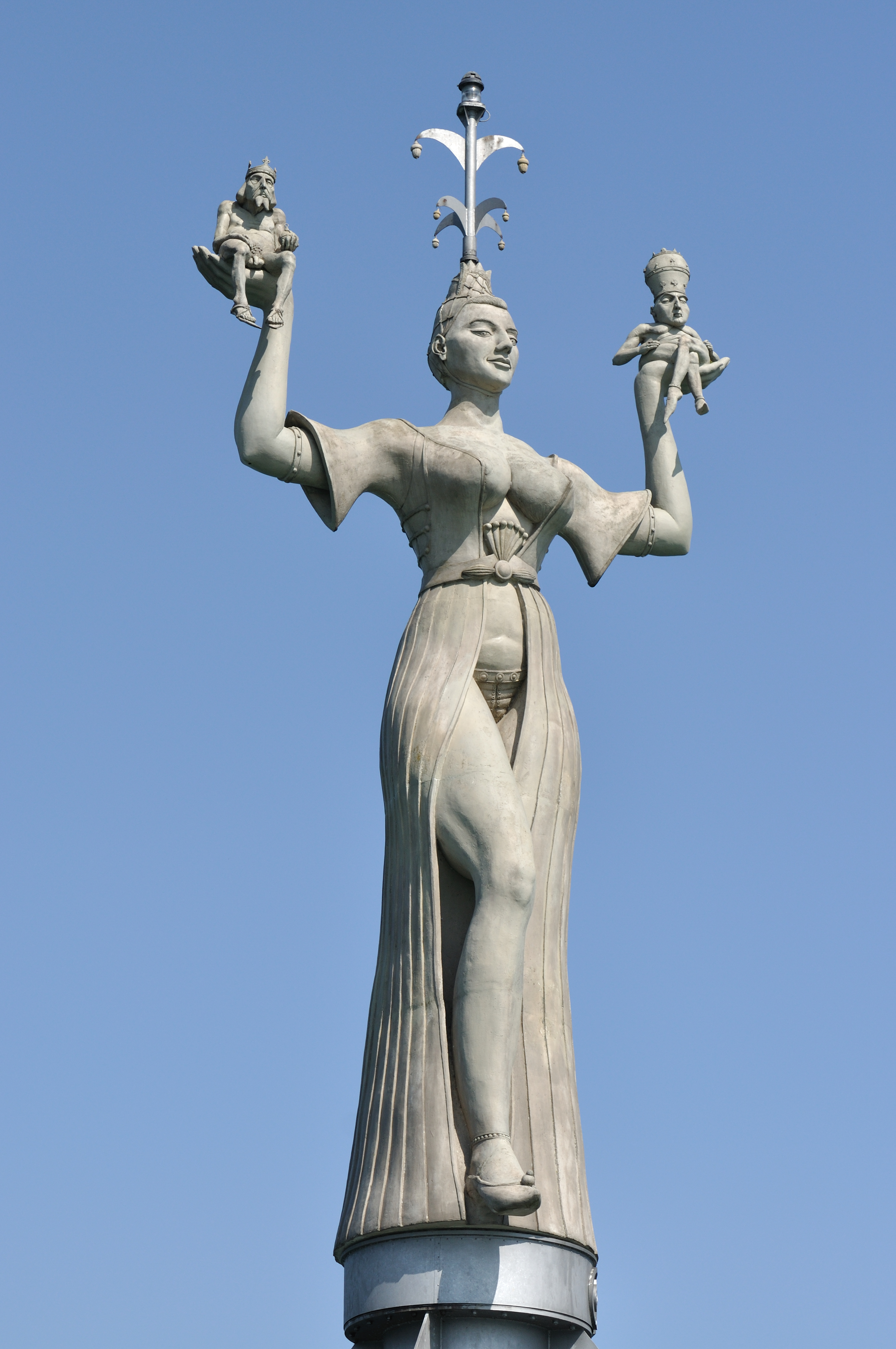
Statue d'Imperia par Peter Lenk à Constance.

Fille de Diana di Pietro Cognati (ou Cugnati,, Corgnati) ou de Paris de Grassis, le dernier maître de cérémonie du pape Jules II,Imperia se nomme Imperia (di Pietro) Cognati dans sa vie mais, dans son testament, elle écrit Imperia de Paris. Elle a ensuite été désignée par le nom de Lucrezia, qui est le nom de sa fille et probablement pas son propre prénom.
Il existe d'autres incertitudes quant à l'année et au lieu de sa naissance. Outre 1486, il existe des sources affirmant qu'elle est née le 3 août 1481, cinq ans plus tôt,,,. Il est prétendu généralement que le lieu de sa naissance est Rome, ou plus précisément la Via Alessandrina dans le quartier de Borgo. Cependant, certaines sources écrivent qu'elle est originaire de Ferrare.

### Carrière de courtisane
Elle choisit très tôt le nom d'Imperia comme nom de courtisane mais semble n'avoir commencé à exercer qu'après la naissance de sa fille. Quoi qu'il en soit, peu de temps après, elle est considérée comme l'archétype d'une courtisane. Des sources contemporaines louent son charme et son intelligence. Le banquier Agostino Chigi est un client régulier. Il a financé Imperia pour lui maintenir un niveau de vie royal, et elle conserve à la fois un palais à Rome et une villa de campagne en dehors de la ville.
À l'âge de 17 ans ou 14, elle donne naissance à sa fille Lucrezia. La paternité de l'enfant n'est pas claire mais de nombreux historiens supposent que Chigi est le père de Lucrezia ; il l'a également revendiqué lui-même. Dans le testament d'Imperia de 1512, Lucrezia est nommée héritière avec le chantre de la chapelle papale Paolo Trotti comme beau-père. L'existence d'une deuxième fille d'Imperia par Chigi, Margherita, n'a pas été prouvée dans les documents et est mise en doute par les historiens.
Comme c'était la coutume pour les courtisanes, elle passait ses journées près de la fenêtre, où elle montrait son apparence aux passants. Elle était connue pour être courtisée par les hommes de la cour pontificale, mais sa tactique était de rester exclusive et de n'accepter que peu de clients, alors qu'elle s'entourait encore de courtisans issus de familles nobles. Ses amis comprennent Raphaël pour lequel elle sert de modèle à diverses reprises. Plusieurs anecdotes ont survécu montrant son esprit : au-dessus de sa porte se trouvait une inscription invitant uniquement ceux qui apporteraient de l'esprit, de l'humour et de l'allégresse, et ne repartiraient qu'en laissant une belle somme d'argent ou un très beau cadeau. Il y avait aussi un dicton disant que Rome a été bénie par les dieux deux fois : Mars leur a donné l'Imperium Romanum tandis que Vénus leur a donné Imperia.
Les écrivains et artistes de la Rome du XVIe siècle aimaient fréquenter sa demeure tenue luxurieusement. Amie de Filippo Béroaldo, Jacopo Sadoleto, Giovanni Antonio Campano ou encore Angelo Colocci (en), ceux-ci la célébrèrent dans leurs ouvrages.

### Mort
Morte jeune, elle est inhumée dans l'Église San Gregorio al Celio. Sur son tombeau était gravé : « Imperia, cortisana romana, quae digna tanto nomine, rarae inter homines formae specimen dedit ».
Des légendes entourent sa mort. Certaines sources disent qu'elle s'est empoisonnée le 13 août 1512, a préparé son testament et est décédée deux jours plus tard, bien que Chigi ait amené les médecins les plus qualifiés sur son lit de mort. Plusieurs raisons sont apportées expliquant son suicide mais toutes tiennent de la rumeur : elle était véritablement amoureuse d'Angelo del Bufalo, son client de longue date avec qui les relations ont cessé ; elle s'est sentie remplacée par la jeune maîtresse de Chigi ; une affaire d'honneur impliquant le pape Jules II exigeait sa mort.

### Postérité
Imperia a fait d'Agostino Chigi, Ulisse Lanciarini da Fano ainsi que Paolo et Diana di Trevi les exécuteurs testamentaires et a demandé à Chigi d'arranger un mariage pour sa fille. Lucrezia a grandi à Sienne ou dans le couvent de Sainte-Marie à Campo Marzio,, menant une vie recluse avant d'épouser Arcangelo Colonna et d'avoir deux fils. Jusqu'en 1521, il y a eu une bataille judiciaire avec sa grand-mère Diana qui n'a reçu que 100 ducats du testament d'Imperia. Le 9 janvier 1522, Lucrezia s'est empoisonnée comme seul moyen de repousser les avances du cardinal Raffaele Petrucci. Elle a survécu à la tentative de suicide et est alors considérée comme une femme encore plus vertueuse.
L'auteur Pierre l'Arétin, son contemporain, affirme cependant qu'Imperia est morte riche, vénérée et digne dans sa propre maison,.
Agostino Chigi a financé des funérailles majestueuses à Rome, sensationnelles pour une courtisane. Son monument à San Gregorio al Celio est perdu.